# Разширени вени
Терминът разширени вени или варикоза (на латински: varicose – разширение) е заболяване, обозначаващо състояние на разширение, увиване и удължаване на вените.
Варикозната болест, някога смятана за проблем на по-възрастните, напоследък все по-често засяга и млади хора. Мъже и жени дори на 20 – 25 години са податливи на това заболяване.

## Причини
Причините са най-различни, като липса на физически упражнения, наднормено тегло, тютюнопушене, наследствено предразположение, травма на крака, слабост на съединителната тъкан и увреждания на венозната система.
Бременността също е фактор за поява на разширени вени поради хормоналните промени, които настъпват през този период, повишаването на обема на циркулиращата кръв в съдовете и постепенното увеличаване на размерите на плода и на налягането в областта на съдовете на долните крайници.
Прекомерната консумация на сол също може да увеличи общото количество кръв в организма, поради задръжката на вода.

### Симптоми
Ранните симптоми на заболяването са:
- лесна уморяемост
- тежест
- болка
- зачервяване
- усещане за затопляне
- крампи през нощта
- мравучкане
- подути глезени в края на деня

Въпреки че варикозата може да се появи навсякъде във венозната система, включително и в долната част на езофага, аноректалната област и сперматиковата връв, най-честата поява е в долните крайници и то в подколенния сегмент на голямата повърхностна вена.

## Физиология
В изправено положение кръвта от краката трябва да се придвижи обратно към сърцето, преодолявайки земното притегляне. Това става с помощта на физическо движение, при което мускулите на долните крайници се съкращават и действат като помпа, подпомагайки оттичането на кръвта през вените към сърцето. Деликатните клапи във венозната система прекъсват колоната на кръвта, движеща се от глезените към атриума, като възпрепятстват връщането на кръвта надолу към глезените. Ако работата на човек предполага стоене на едно място, особено прав, кръвта в долните му крайници започва да се застоява и около венозните клапи започват да се образуват кръвни микро-съсиреци, които с времето нарастват. Това от своя страна води до стесняване на отвора при венозните клапи и съответно до увеличаване на налягането в кръвоносните съдове под тях. В резултат клапите се затлачват, а вените се разширяват. Венозната кръв се застоява в долните крайници и предизвиква тежест, болки, парене, нощни крампи и подуване на подбедриците. Постоянният оток на подкожието води до нарушаване на храненето на кожата с последващо развитие на кожно възпаление или образуване на трудно зарастващи рани.

## Методи на лечение

### Естествен метод
Включва всякакъв вид физическо раздвижване на болните крайници.

### Изкуствени методи
- Компресионни (еластични) чорапи – най-безопасният метод. Тези чорапи оказват 3 вида компресия в зависимост от степента на засягане на кръвоносните съдове.
- Оперативен метод, при който хирургично се отстранява поразеният участък от вената.
- Лазертерапия. Съвременните лазерни технологии предлагат принципно нов подход на базата на селективната фототермолиза: светлината се поглъща избирателно от кръвта на обработвания кръвоносен съд, като локално се повишава температурата му над точката на коагулация.
- Склеротерапия под ултразвуков контрол – алтернатива на операцията. С помощта на ултразвук се открива болната вена, даже когато е скрита дълбоко под повърхността. В нея се инжектира вещество, което причинява слепване на болния съд. Функциите му се поемат от здравите вени и така проблемът се решава бързо и лесно – без упойка, белези и престой в болницата.